# 4547 Massachusetts
För andra betydelser, se Massachusetts (olika betydelser).
4547 Massachusetts eller 1990 KP är en asteroid i huvudbältet som upptäcktes den 16 maj 1990 av de båda japanska astronomerna Kazuro Watanabe och Kin Endate vid JCPM Sapporo Station. Den är uppkallad efter den amerikanska delstaten Massachusetts.
Asteroiden har en diameter på ungefär 33 kilometer.